# Cylindobrium
Cylindobrium is een kevergeslacht uit de familie van de boktorren (Cerambycidae). De wetenschappelijke naam van het geslacht werd voor het eerst geldig gepubliceerd in 2012 door Adlbauer.

## Soorten
Cylindobrium omvat de volgende soorten:
- Cylindobrium minutum Adlbauer, 2012
- Cylindobrium zambiensis Adlbauer, 2012